# Observatorium (Robert Morris)
Het Observatorium is een landschapskunstwerk in de Nederlandse provincie Flevoland. Het is ontworpen door de Amerikaanse kunstenaar Robert Morris. Sinds 1977 ligt het langs de provinciale weg 307 tussen Lelystad en Swifterbant.

## Idee
Het 'Observatorium' is bedoeld om de mens de ritmes van dag en nacht en de wisseling van vier jaargetijden bewust te laten meemaken. Het werk is sterk geïnspireerd op oude steenformaties zoals Stonehenge, waar eveneens de wisseling van seizoenen werd gevierd. Het Observatorium is klok, kalender en tempel tegelijk.

## Beschrijving

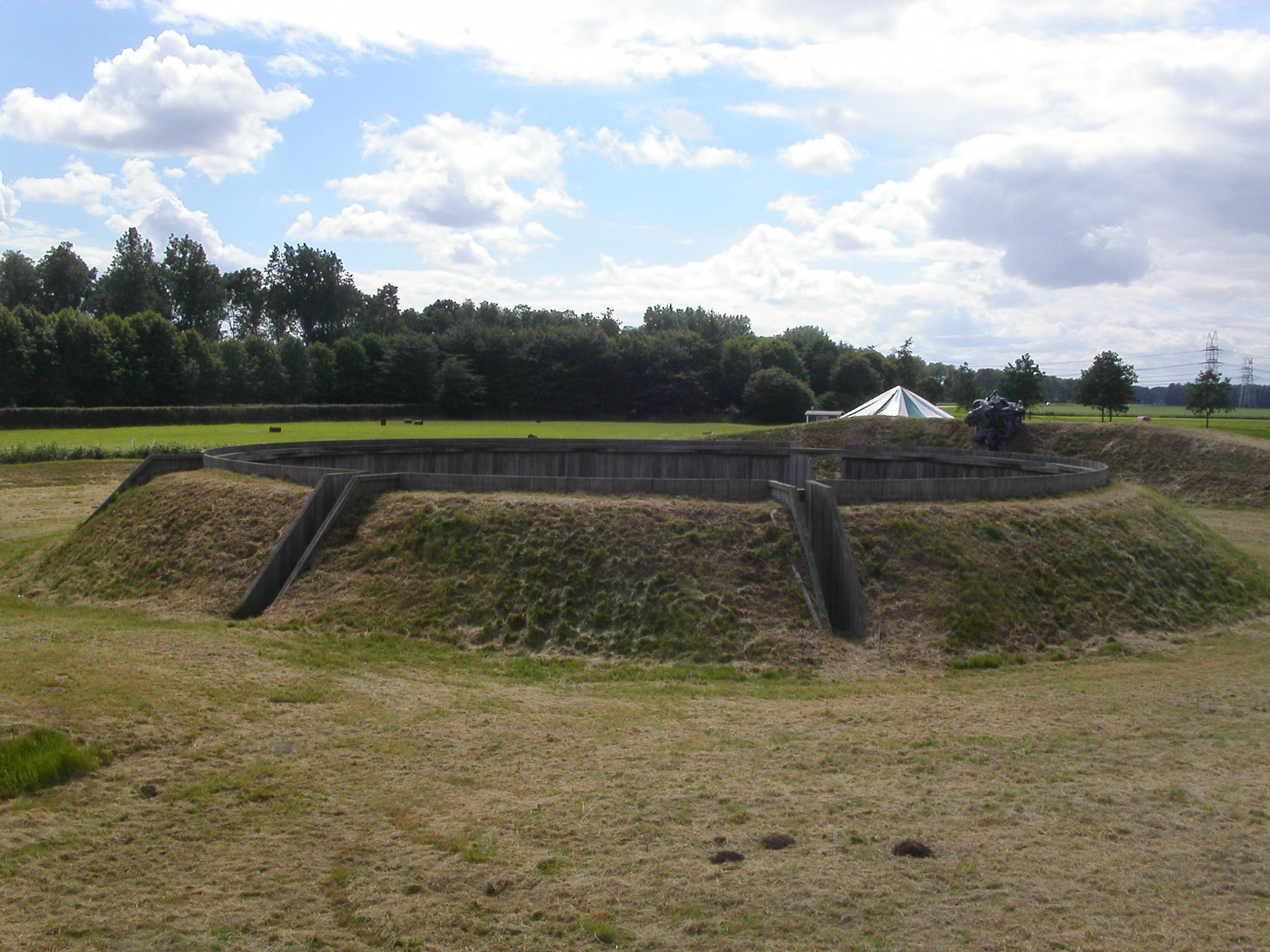
Het Observatorium Robert Morris in de zomer van 2004

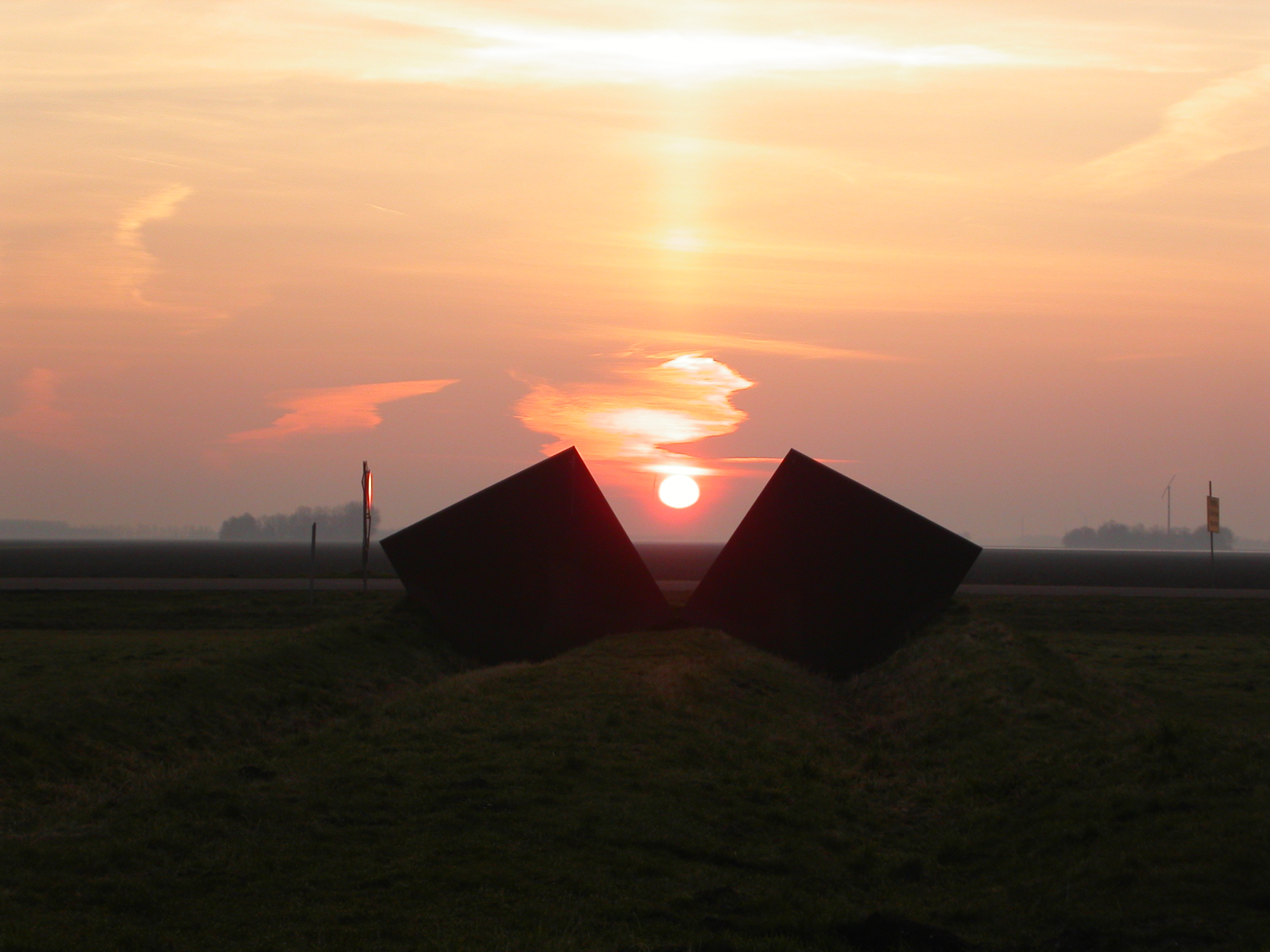
Zonsopkomst in de lente van 2005

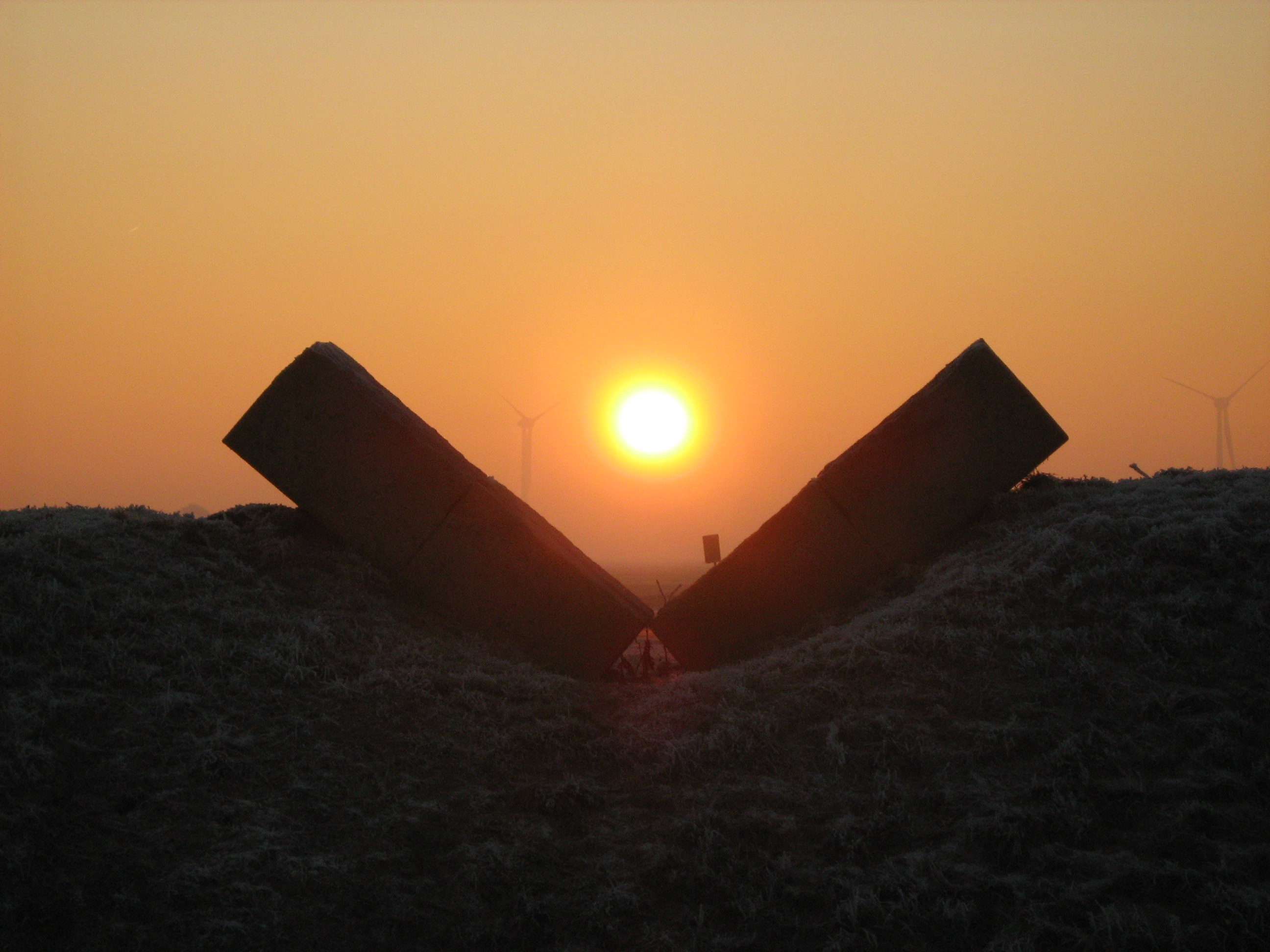
Zonsopkomst in de winter van 2007

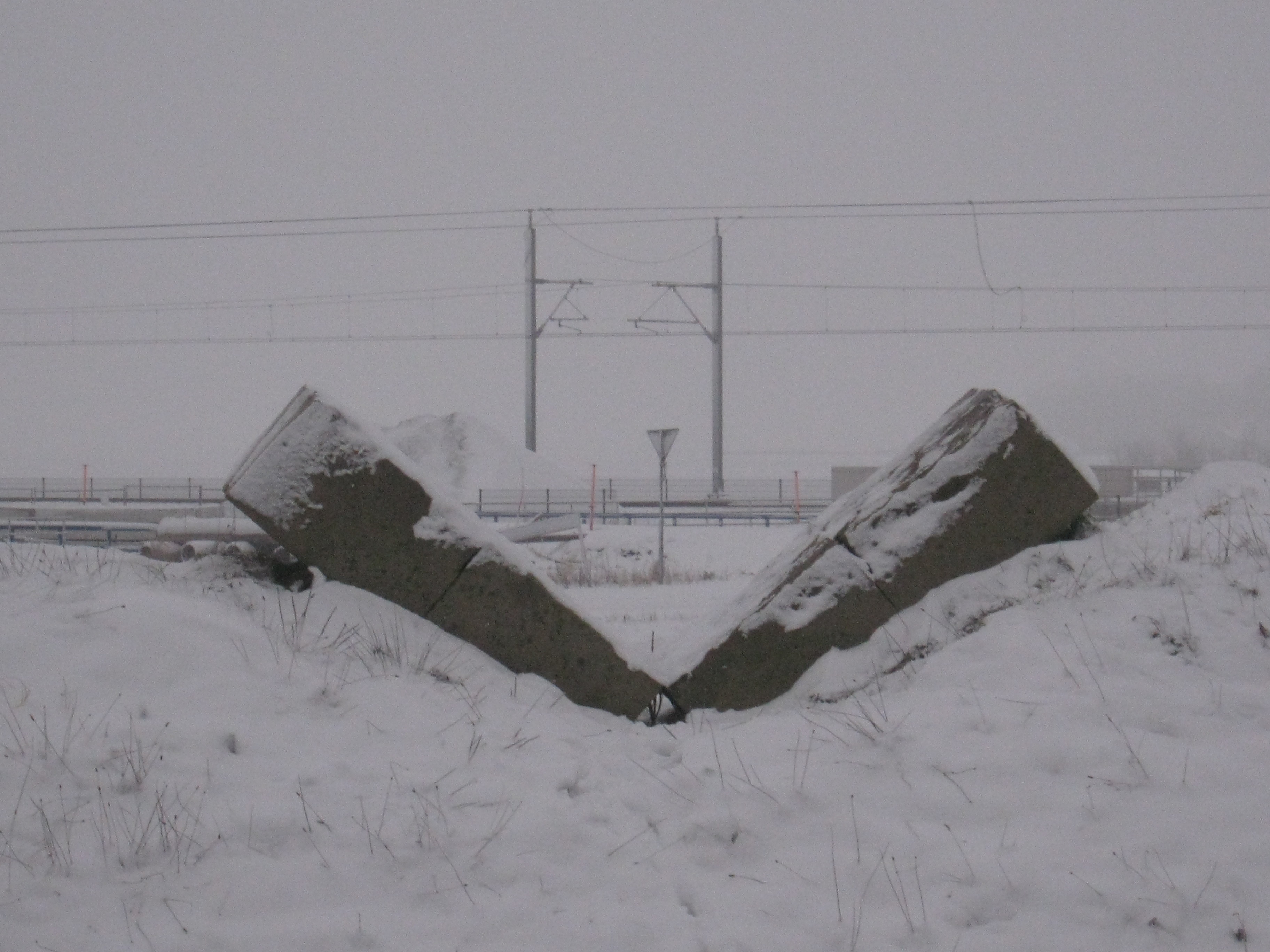
De portalen van de Hanzelijn verstoren de vrije zichtlijn in de winter. Foto: winterzonnewende 2010

Het 'Observatorium' bestaat uit twee concentrische cirkels. De buitenste daarvan wordt gevormd door een aarden wal, die overvloeit in het omliggende terrein. Aan de westkant zit in deze wal een tunneltje, dat toegang biedt tot de binnenste ring van het 'Observatorium'. De binnenste ring is ook een aarden wal, maar de binnenwand ervan is bekleed met tropisch hardhout. Daardoor ontstaat een bijzonder akoestisch effect binnen deze binnenste ring. Aan de oostkant zitten drie vizieropeningen: één pal naar het oosten, één 37 graden ten noorden van de west-oost as en één 37 graden ten zuiden daarvan. De openingen zijn gemarkeerd met granieten vizierstenen. De zichtlijn van de west-oost as is tot buiten de buitenste cirkel doorgetrokken en wordt door twee grote stalen vizierplaten geaccentueerd. Hierdoor komt tijdens de lente- en herfstequinox de zon precies op deze lijn op. De openingen op 37° zijn gericht op de punten waar de zon op de kortste en de langste dag (zonnewende) opkomt.

## Geschiedenis
Het Observatorium in Flevoland is een vergrote kopie van het Observatorium zoals dat in 1971 in het kader van de Arnhemse kunstmanifestatie Sonsbeek buiten de perken in Velsen tentoongesteld werd. Dat Observatorium bleef niet bewaard omdat het op een plaats met een woningbouwbestemming was opgetrokken. Het was veel minder robuust – met duinzand - uitgevoerd en beschikte niet over vrije zichtlijnen. In 1973 legde de organisator van Sonsbeek buiten de perken contact met de toenmalige Rijksdienst voor de IJsselmeerpolders met het verzoek om plaatsing van een kopie van het Observatorium in een van de polders. Daarbij golden twee belangrijke criteria: het Observatorium moest ter bezichtiging goed te bereiken zijn en de zichtlijnen moesten vrij zijn en ook in de toekomst vrij blijven.
De Rijksdienst voor de IJsselmeerpolders stemde in met het verzoek en vond een passende kavel aan de doorgaande weg van Lelystad naar Swifterbant. De Stichting Sonsbeek zou een deel van de kosten van realisatie dragen. Voor de uitvoering was dit volgens de Rijksdienst voor de IJsselmeerpolders minder noodzakelijk omdat het werk geheel aansloot bij de cultuurtechnische werken (grondverzet e.d.) die de Rijksdienst voor de IJsselmeerpolders normaal verrichtte.
De besluitvorming over de aanleg van het Observatorium verliep traag. Uit de correspondentie blijkt dat de polderinrichters weinig ervaring hadden in de omgang met kunstenaars en andersom. Maar in 1976 kwam er schot in de zaak. Robert Morris gaf persoonlijk toestemming voor aanleg van het Observatorium in Flevoland en wees Coen de Groot als architect aan: hij was ook architect van het Observatorium in Velsen geweest in 1971. Bij de bouw in het voorjaar van 1977 kwam Morris persoonlijk een kijkje nemen.
Op 22 april 1977 werd het Observatorium feestelijk geopend door Prof. Dr. R.H.A. van Duin, directeur van de Rijksdienst voor de IJsselmeerpolders. In 1990 is het beheer van het Observatorium overgedragen aan Stichting Het Flevo-landschap.
De in 2012 gereedgekomen Hanzelijn, de spoorlijn tussen Lelystad en Zwolle, loopt vlak langs het Observatorium. De portalen van de bovenleiding verstoren het vrije zicht op de zonsopkomst in de winter.

## Sunsation
Regelmatig is het Observatorium het toneel van manifestaties. Zo is er elk jaar in het weekend nabij de zomerzonnewende de manifestatie Sunsation waar toneel, zang, dans en gedichten de stilte verbreken. Rondom het 'Observatorium' stallen kunstenaars gedurende enkele weken ingewikkelde objecten uit. Tijdens de winterzonnewende vindt een veel kleinere manifestatie plaats, die wordt georganiseerd door kunstenaars uit Flevoland zelf.

## Trivia
In 1993 werd hier een deel van de videoclip "Groen" van Kinderen voor Kinderen 14 opgenomen.